# アセベド市
アセベド市（アセベドし、スペイン語 Municipio Acevedo）は、ベネズエラのミランダ州にある市である。市庁所在地はカウカグア。面積1879km²、2001年調査での人口は7万0282人。

## 地理
ミランダ州の東部、バルロベント平野の西部を占める。ミランダ州の中では面積がもっとも広い。市域の中心部はトゥイ川がトゥイの谷を抜けてバルロベント平野に流れ込んで作る三角形の低地帯で、南北に山地・丘陵地である。北端はコスタ山脈の東の端、南部はインテリオル山地にかかる。トゥイ川の支流にあるタグアサ・ダムとクイラ・ダムは、北西にあるカラカスの水源の一部である。中心都市カウカグアは平野の北西部、トゥイ川の支流グランデ川の畔にある。
- 川 - トゥイ川、グランデ川、タグアサ川、タグアシタ川、サンホセ川、カパジャ川
- ダム湖 - タグアサ湖、クイラ湖

### 区と中心となる町
- カウカグア区 - カウカグア
- アラグイタ区 - アラグイタ
- アレバロゴンサレス区 - エルクラボ
- カパジャ区 - カパジャ
- エルカフェ区 - エルカフェ
- マリサパ区 - マリサパ
- パナキレ区 - パナキレ
- リバス区 - タピパ

### 隣接する市と州
- ミランダ州 - アンドレスベジョ市、インデペンデンシア市、サモラ市、パエス市、パスカスティジョ市、ブリオン市、ブロス市、ランデル市
- グアリコ州
- バルガス州 - バルガス市